# 양주 회암사 목조여래좌상 및 복장물
양주 회암사 목조여래좌상 및 복장물은 대한민국 경기도 양주시 회암사 영성전에 봉안되어 있다. 2007년 9월 3일 경기도의 유형문화재 제206호로 지정되었다.

## 개요
아미타불 목조여래좌상은 현재 회암사 영성전에 보관되어 있으며 목조의 좌상에 금박을 입힌 형태로 높이52･몸통 폭28･하단부37cm이며 둘레는 머리40･모통73･좌대117cm이다
불상복장유물을 통해 건륭20년(1755년) 3월경 제작되어 창평용흥사에 시주된 것을 알 수 있으며, 이후 회암사로 옮겨진 것으로 추정된다.

## 같이 보기
- 회암사

## 참고 자료
- 양주 회암사 목조여래좌상 및 복장물 - 한국민족문화대백과사전
- 양주 회암사 목조여래좌상 및 복장물 - 국가유산청 국가유산포털